# Saint-Siméon-de-Bressieux
Saint-Siméon-de-Bressieux és un municipi francès situat al departament de la Isèra i a la regió d'Alvèrnia-Roine-Alps. L'any 2007 tenia 2.739 habitants.

## Demografia

### Població
El 2007 la població de fet de Saint-Siméon-de-Bressieux era de 2.739 persones. Hi havia 1.068 famílies de les quals 284 eren unipersonals (116 homes vivint sols i 168 dones vivint soles), 348 parelles sense fills, 360 parelles amb fills i 76 famílies monoparentals amb fills.
La població ha evolucionat segons el següent gràfic:
Habitants censats

### Habitatges
El 2007 hi havia 1.237 habitatges, 1.100 eren l'habitatge principal de la família, 78 eren segones residències i 59 estaven desocupats. 991 eren cases i 243 eren apartaments. Dels 1.100 habitatges principals, 772 estaven ocupats pels seus propietaris, 305 estaven llogats i ocupats pels llogaters i 23 estaven cedits a títol gratuït; 7 tenien una cambra, 66 en tenien dues, 167 en tenien tres, 318 en tenien quatre i 542 en tenien cinc o més. 854 habitatges disposaven pel capbaix d'una plaça de pàrquing. A 494 habitatges hi havia un automòbil i a 471 n'hi havia dos o més.

### Piràmide de població
La piràmide de població per edats i sexe el 2009 era:
| Homes | Edats   | Dones |
| ----- | ------- | ----- |
| 0     | 95 o +  | 0     |
| 0     | 90 a 94 | 0     |
| 8     | 85 a 89 | 28    |
| 8     | 80 a 84 | 24    |
| 36    | 75 a 79 | 68    |
| 48    | 70 a 74 | 44    |
| 76    | 65 a 69 | 104   |
| 32    | 60 a 64 | 68    |
| 84    | 55 a 59 | 72    |
| 100   | 50 a 54 | 80    |
| 92    | 45 a 49 | 80    |
| 64    | 40 a 44 | 100   |
| 84    | 35 a 39 | 84    |
| 92    | 30 a 34 | 60    |
| 64    | 25 a 29 | 68    |
| 72    | 20 a 24 | 60    |
| 113   | 15 a 19 | 120   |
| 116   | 10 a 14 | 92    |
| 68    | 5 a 9   | 88    |
| 64    | 0 a 4   | 40    |

## Economia
El 2007 la població en edat de treballar era de 1.681 persones, 1.141 eren actives i 540 eren inactives. De les 1.141 persones actives 1.028 estaven ocupades (585 homes i 443 dones) i 113 estaven aturades (51 homes i 62 dones). De les 540 persones inactives 193 estaven jubilades, 106 estaven estudiant i 241 estaven classificades com a «altres inactius».

### Ingressos
El 2009 a Saint-Siméon-de-Bressieux hi havia 1.138 unitats fiscals que integraven 2.817,5 persones, la mediana anual d'ingressos fiscals per persona era de 16.024 €.

### Activitats econòmiques
Dels 133 establiments que hi havia el 2007, 3 eren d'empreses alimentàries, 2 d'empreses de fabricació de material elèctric, 11 d'empreses de fabricació d'altres productes industrials, 32 d'empreses de construcció, 27 d'empreses de comerç i reparació d'automòbils, 5 d'empreses de transport, 7 d'empreses d'hostatgeria i restauració, 1 d'una empresa d'informació i comunicació, 4 d'empreses financeres, 4 d'empreses immobiliàries, 14 d'empreses de serveis, 16 d'entitats de l'administració pública i 7 d'empreses classificades com a «altres activitats de serveis».
Dels 53 establiments de servei als particulars que hi havia el 2009, 1 era una oficina de correu, 1 una oficina bancària, 6 tallers de reparació d'automòbils i de material agrícola, 1 autoescola, 7 paletes, 6 guixaires pintors, 6 fusteries, 8 lampisteries, 3 electricistes, 3 empreses de construcció, 5 perruqueries, 4 restaurants, 1 agència immobiliària i 1 saló de bellesa.
Dels 15 establiments comercials que hi havia el 2009, 1 era un supermercat, 1 una gran superfície de material de bricolatge, 2 botiges de menys de 120 m², 3 fleques, 1 una carnisseria, 1 una llibreria, 1 una botiga de roba, 1 una botiga d'equipament de la llar, 1 una sabateria, 1 una botiga de mobles i 2 floristeries.
L'any 2000 a Saint-Siméon-de-Bressieux hi havia 38 explotacions agrícoles que ocupaven un total de 1.012 hectàrees.

## Equipaments sanitaris i escolars
El 2009 hi havia 1 farmàcia i 1 ambulància.
El 2009 hi havia 1 escola maternal i 2 escoles elementals. Saint-Siméon-de-Bressieux disposava d'un col·legi d'educació secundària amb 206 alumnes.

## Poblacions més properes
El següent diagrama mostra les poblacions més properes.